# Mieke van Oorschot
Mieke van Oorschot (Vlissingen, 18 mei 1911 - Amsterdam, 20 september 1996) was een Nederlands actrice en voordrachtskunstenares.
Van Oorschot volgde toneellessen aan de Amsterdamse Toneelschool.  In 1938 debuteerde ze bij het gezelschap van Pierre Balledux in de titelrol van Mariken van Nieumeghen. Daarna was ze actief bij verschillende toneelgezelschappen: het Nederlandsch Tooneel, het Nederlands Volkstoneel en het Rotterdams Volkstoneel. Ze hield ook voordrachtsavonden en werkte mee aan hoorspelen en televisieprogramma's zoals Ladies en gentlemen, Pelgrimage naar Compostella, Hokus Pokus, dat kan ik ook en De avonturen van Liang Wang Tsjang Tsjeng. Van Oorschot was getrouwd met Han Bentz van den Berg.

## Filmografie
| Jaar      | Programma                                 | Rol            | Opmerking          |
| --------- | ----------------------------------------- | -------------- | ------------------ |
|           | Ladies en gentlemen                       |                | televisieprogramma |
|           | Pelgrimage naar Compostella               |                | televisieprogramma |
|           | Hokus Pokus dat kan ik ook                | Mieke Verstoep | televisieprogramma |
| 1960-1961 | De avonturen van Liang Wang Tsjang Tsjeng | Mieke Verstoep | televisieprogramma |